# Argentinische Cóndor-Rakete

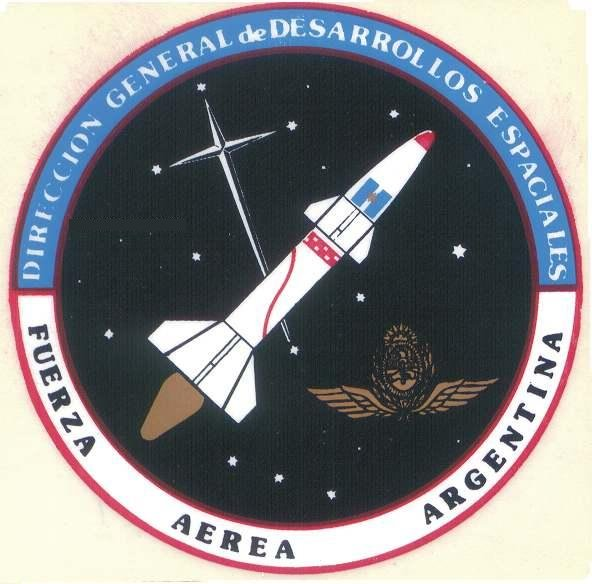
Emblem der Dirección General de Desarrollos Espaciales (Generaldirektion für Raumentwicklungen), die für die Projektleitung zuständige Gruppe der argentinischen Luftwaffe

Die Cóndor-Rakete war ein militärisches Raketenprojekt der argentinischen Streitkräfte.

## Vorgeschichte: argentinisch-deutsche Luft- und Raumfahrttechnik
1947 leitete der frühere technische Leiter der Focke-Wulf-Werke in Bremen, Kurt Tank, das argentinische Jet-Programm. Tank löste dort den französischen Flugzeugkonstrukteur Émile Dewoitine ab. Im Frühjahr 1948 wurde der Focke-Wulf-Flugzeugingenieur Hans-Gerd Eytin mit Gerhard Bohne über Prien bei Salzburg nach Genua gebracht; Krunoslav Draganović hatte für sie eine Aufenthaltserlaubnis unterzeichnet – aus Eytin wurde die kroatische Displaced Person Antonio Kohavic mit CIRC-Ausweis.
Ein Transferversuch von Erich Bachem mit dem im Dezember 1948 beim Projekt „Velvetta 2“ (der Überführung einer Supermarine Spitfire von Okres České Budějovice nach Zypern) tödlich verunglückten Samuel Pomerance scheiterte am Bodensee.
Das argentinische Cóndor-Raketenprogramm begann in den 1970er-Jahren als multinationales Luft- und Raumfahrtprogramm unter wesentlicher Beteiligung von Messerschmitt-Bölkow-Blohm. Die ursprünglich entwickelte argentinische Cóndor-Rakete hatte geringe militärische Fähigkeiten, mit ihr wurden Erfahrungen gesammelt, die in die Entwicklung des Alacrán-Programmes (kastillanisch für Skorpion), einflossen, das eine funktionsfähige Kurzstrecken-Boden-Boden-Rakete entwickelte.
Angeblich wurde im Falklandkrieg ein Embargo Frankreichs auf Exocet-Raketen teilweise wirksam, was von der argentinischen Luftwaffe als Argument für Anstrengungen (Zuteilung von Haushaltsmitteln) für ein Cóndor II genanntes Mittelstreckenraketenprogramm genutzt wurde. Das Programm wurde in enger Zusammenarbeit mit der ägyptischen und der irakischen Luftwaffe vorangetrieben. Anfang der 1990er-Jahre unterbrach Präsident Carlos Menem das Programm aufgrund von politischem Druck aus den USA. Die Rakete wurde in Falda del Carmen, Departamento Santa María in der Provinz Córdoba gefertigt.
Es wird angenommen, dass sich die libyschen Luftstreitkräfte dem Cóndor-II-Projekt ungefähr 1995 angeschlossen hatten. Der Status der libyschen Raketenentwicklung ist unbekannt, aber es wird angenommen, dass die Kooperation mit der argentinischen Luftwaffe die vielversprechendste war. 1997 berichtete die argentinische Luftwaffe dem argentinischen Kongress, dass sie noch zwei der Raketen besitze, die zerstört werden würden.
Es gab ausgiebige Berichte über ein Cóndor-III-Programm. Die Cóndor III hätte eine Reichweite von 1500 km mit der gleichen Waffenlast wie die Cóndor II.
Möglicherweise fehlt diesem Programm seit dem Sturz von Saddam Hussein im Irak 2003 die Finanzierung.

## Condor missile
- Länge: 10,50 m
- Durchmesser: 0,80 m
- Gewicht: 5,2 t
- Antrieb: zweistufig, Feststoff/flüssig
- Reichweite: 900 km
- Gefechtskopf: einer, explosiv oder chemisch, 450 kg

## Cóndor I
- Länge: 8 m
- Durchmesser: 0,80 m
- Antrieb: einstufig, Feststoff Hydroxyl Terminated Poly Butadiene (HTPB)
- Treibstoff: Bezug beim Herstellerwerk Falda del Carmen, Córdoba
- Auskleidung der Düsen: aus Epoxidharz-Molybdäntrioxid
- Hülle: Exopidharz
- Leitsystem: durch Massenträgheit und Leitflächen
- Dienstgipfelhöhe: 300 km
- Reichweite: 100 km
- Gefechtskopf: nicht enthalten, explosiv oder chemisch, 500 kg

Die Cóndor I wurde zur Entwicklung von Raketentriebwerken genutzt und sollte später für Atmosphärenuntersuchungen eingesetzt werden. Der Antrieb wurde 1983 vor der Amtsübernahme der demokratisch gewählten Regierung statisch getestet. Der im Jahr 1985 geplante Start einer ersten Cóndor I wurde nicht durchgeführt.

## Cóndor II beta
Als Entwicklungsstufe des Cóndor II gilt der Alacrán Cóndor I-A III
Aufgabe: taktische Waffe
- Länge: 6,5 m
- maximaler Durchmesser 0,56 m
- Antrieb: einstufig, Feststoff Hydroxyl Terminated Poly Butadiene (HTPB)
- Treibstoffbezug beim Herstellerwerk Falda del Carmen, Córdoba
- Düse feststehend
- Ausbildung der Düsen aus Epoxidharz Molybdän-Trioxid
- Hülle Exopidharz
- Dienstgipfelhöhe: 115 km
- Reichweite: 100 km
- Gefechtskopf: Streubombe 1000 CAM-1-Granaten, 250 kg[2]

Obwohl die Rakete zuvor keine Flugtests durchlaufen hatte, wurden einige Exemplare zu verschiedenen Anlässen gestartet, beispielsweise 1988 anlässlich des CEPAL-Gipfels in Chamical, La Rioja. Die Rakete sollte auch als Streugranatenträger dienen.
Im Februar 1990 arbeitete die argentinische Luftwaffe am Projekt einer Boden-Boden-Rakete VT-561, dem Alacrán-Nachfolgemodell Proyecto FAS-320.
- Gesamtgewicht: 1,5 t, Waffenlast 400 kg

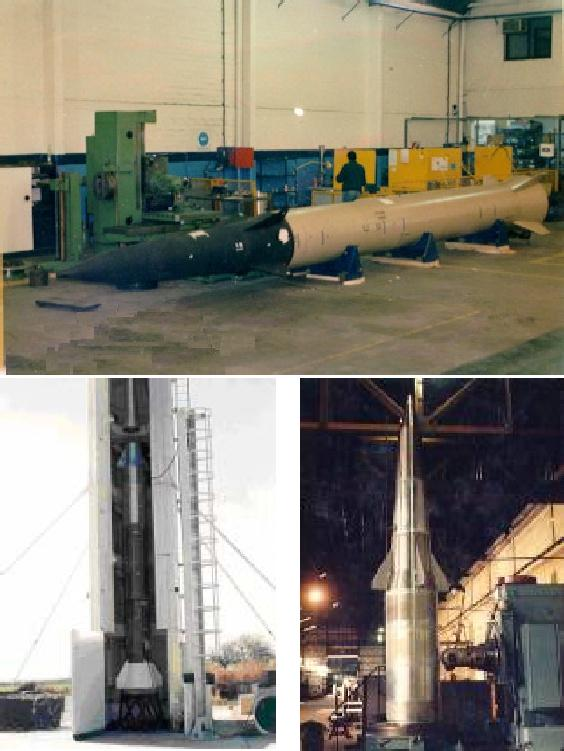
Condor-II-Prototypen in mehreren Stufen der Fertigstellung

- Leergewicht: 788 kg
- Treibstoffgewicht: 744 kg
- horizontale Reichweite: 120 km
- Dienstgipfelhöhe: 40 km

## Cóndor II
- Länge: 10,98 m
- maximaler Durchmesser 1,01 m
- Antrieb: zweistufig, Feststoff Hydroxyl Terminated Poly Butadiene (HTPB)
- Treibstoffbezug beim Herstellerwerk Falda del Carmen, Córdoba
- Düse in beiden Stufen steuerbar
- Flugbahnsteuerung aerodynamisch
- Ausbildung der Düsen aus Epoxidharz Molybdän-Trioxid
- Hülle Exopidharz
- Dienstgipfelhöhe: 115 km
- Reichweite: 890 km
- Gefechtskopf: 500 kg
- Gesamtgewicht: 6,5 t

Die Cóndor II war eine zweistufige Rakete mit Steuerung durch bewegliche Düsen in beiden Stufen, sie verfügte über ein Lageregelungssystem und eine Endgeschwindigkeitskontrolle. Dies wurde durch drei Rechner kontrolliert.
Es wurden einige Exemplare der Cóndor II gefertigt, ohne sie im Flug zu testen. Das Projekt wurde aus haushaltstechnischen Gründen beendet, die auf Grund internationalen Drucks entstanden.
Ein großer Teil der Geräte für die Raketenherstellung wurde, entsprechend einer Vereinbarung der damaligen Regierungen, abgebaut und in den USA 1993 zerstört.